# Eriosyce villicumensis
Eriosyce villicumensis là một loài thực vật có hoa trong họ Cactaceae. Loài này được (Rausch) Katt. mô tả khoa học đầu tiên năm 1994.